# マカオ・バプテスト教会
マカオ・バプテスト教会（マカオ・バプテストきょうかい、中国語: 澳門浸信教會、英語: Macao Baptist Church）は、中国・マカオの白馬行41号にあるプロテスタント教会である。ポルトガルの影響でカトリック教会が多い中で、学校教育にも重きを置いて特徴を出している。

## 概要
1903年12月、チャールトン・トッド牧師（Rev. Charlton Todd、中国語名：杜心余）とその妻が伝道のため米国南部バプテスト連盟からマカオに派遣された。1904年には5人がバプテスマを受け、1905年には会員の数は25人に増加して、この「信福会」が現在のマカオ・バプテスト教会の前身である。当初、営地大街にある3階建ての家を借りて集会を開き、伝道し、「霊島小学校」を運営したりして、20年間 (1904年から 1924年まで)はこの地にあった。
1908年、ドッド牧師は宣教報告のため米国に帰国中に病死したので、同年にはアメリカ教会はジョン・ギャロウェイ牧師（Rev. John Galloway）が派遣され、リリアン・ラモント・リーヴズ女師（Lilian Lamont Reeves）と共に伝道を引き継ぎ、10年後に二人は結婚した。1927年、現在の白馬行街の敷地は、トッド師の母親からの祝儀で購入され、「ドッド記念館」と名付けられ、現在のマカオ・バプテスト教会の敷地となっている。
マカオ・バプテスト教会は「濮之小学校」、「濮正分校」（1908～24年）、「霊島女子学校」（1913～31年）を次々に設立し、内陸部のハンセン病病院に食料や日用品を供給した。当時、中山県の下沙、唐家湾、小蘭、斗門、南水、白角、甘武、南平、湾仔などに福音教会を開設した。
抗日戦争中は多くの人がオーストラリアに移住したのもかかわらず、教会の勢いは衰えず、終戦後直後1945年の日曜礼拝には600人もの人が参加した。ギャロウェイ牧師は42年間教会で奉仕して、1949年に退職した後、1968年に91歳で亡くなるまでマカオに住んだ。ギャロウェイ牧師の後にマカオに来たのは、ロナルド・フラー牧師（Rev. Ronald Fuller）とジェームス・ホリス牧師（Rev. James Hollis）がおり、二人とも教会の建設に多大な貢献をした。
1951年に教会は元の白馬行教会の建物を取り壊し、1953年に新しい教会堂を完成し、同年に夏環の創立地にも教会が開設された。1955年の秋には「バプテスト中等学校」が開校され、翌年には二龍喉福音教会も開設された。
1964年、教会創立60周年記念式典が開催され、沙梨頭サイトが開設された。1968年に日曜学校の建物が建設され、青少年センターも設立された。
1970年、マカオ・バプテスト教会では、白馬行、下環、沙里頭の三校の体制になった。
1992年、当教会は西部宣教協会および香港旺角バプテスト教会と協力して新橋区で福音宣教を行った。
1994年、創立90周年記念式典が行われ、米国からマカオに帰国した黄忠牧師が再雇用され、教会の建設と学校の拡張を計画した。1995 年に「マカオ・バプテスト中等学校」がマカオ政府の無償教育ネットワークに加わり、1996年には「中国マカオ聖書大学」が設立され、同年に黄忠牧師が主任牧師、校長、学部長を務めた。
1999年10月、当教会の創立95周年記念式典が開催された。
2002年、黑沙環で「マカオ・バプテスト中等学校」の新校舎が完成し、11月22日に開校式が行われた。

## 参照項目
- 中国のキリスト教
- 聖母聖誕司教座堂（中国語版） - マカオのカトリック教会の大聖堂
- マカオ宣教会議（英語版）
- マカオの宗教（英語版）